# 白石道人歌曲
《白石道人歌曲》是南宋姜夔（字堯章，鄱陽人，號白石道人）的歌詞集，祗刊載了他自己作的一個古琴曲譜，名曰《古怨》。

## 琴谱溯源
姜夔的詩詞分區多作於南宋孝宗淳熙三年（一一七六）至寧宗慶元三年（一一九七）之間。他曾將這一集子（或一部分）刻成了板，到清代初期發現了一個元代陶宗儀的手抄本《白石道人歌曲》六卷，爲宋江樓儼（敬思）所得，從此纔有了以下三種轉鈔本和刻本：
（一）乾隆三年戊午，南匯張奕樞請他的朋友周耕餘，從北京樓儼處鈔得一本，與厲鶚等重加點勘，刻於乾隆己巳，仍爲六卷，世稱張刻本。
（二）乾隆八年癸亥，揚州陸鍾輝得到符曾（藥林）從北京寄給他看的樓藏本，同年即刻成板本，但他認爲第二卷、第六卷爲數寥寥，因合爲四卷，這就是後來據以翻刻轉刻得最多的陸刻本。
（三）乾隆二年，仁和江炳炎已先從符曾處借到符自藏的鈔本，“秉燭三夜，繕完而歸之”。